# Акадийская кухня
Акадийская кухня (фр. Cuisine acadienne) — традиционные блюда акадийцев. В основном распространена на территории современного культурного региона АкадияNote 1. На акадскую кухню на протяжении всей её истории повлияли многие факторы, такие как депортация акадийцев, близость к океану, канадская зима, малоплодородные почвы, квебекская кухня, американская кухня и английская кухня.

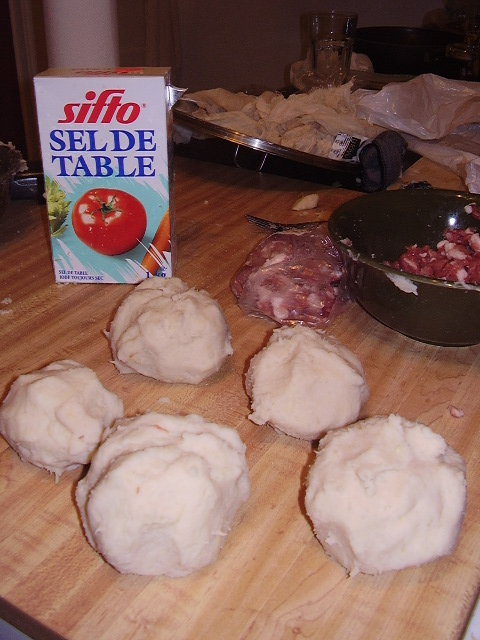
Путин-рапе

Акадийская кухня не очень известна в Канаде или за рубежом. Она сильно отличается от кухонь остальной части Канады, но всё же есть сходства. Например, используются кленовый сироп. У неё много общего с кухней Квебека из-за общей истории и наследия, а также из-за географической близости. В них часто подают одни и те же блюда, но в кухне Акадии больше внимания уделяется морепродуктам. Акадийская кухня особенно послужила основой для каджунской кухни, потому что каджуны являются потомками акадийцев, которые были депортированы в ЛуизиануNote 2. Также считается, что акадийцы участвовали в популяризации картофеля во Франции — овоща, который у французов когда-то считался ядовитым.

## История
В XVII веке французские колонисты, поселившиеся на землях, которые они назвали Акадией, адаптировали свою французскую кухню XVI века, включив в неё сельскохозяйственные культуры, морепродукты и животных, которые водились в этом регионе. Их потомки стали акадским народом, и их изобретательность создала акадскую кухню.
После того, как англичане завоевали Акадию в XVIII веке, они решили депортировать акадийцев из их поселений, которые часто строились на самой плодородной земле в колонии. Большинству акадийцев не удалось избежать депортации. Но те, кто смог, бежали на восток и север Нью-БрансуикаNote 3. Таким образом, акадская кухня в XVIII веке была переориентирована на то, что можно было выращивать, охотиться и ловить рыбу на менее плодородных землях восточного побережья Нью-Брансуика и долины верховьев реки Сент-Джон.
Возможно, большинство акадских блюд из картофеля было создано после депортации. Согласно все ещё широко распространенной идее, защищаемой, в частности, Клеманом Кормье, путин-рапе на самом деле является немецким блюдом, называемым кнёдль. Поскольку Пруссия была союзником Великобритании во время Семилетней войны, немцы действительно поселились в Акадии после английского завоевания в 1763 году. Эта теория не является единодушной, и, согласно Гислену Савойе, путин-рапе может быть блюдом австрийского, итальянского или другого происхождения или просто акадским изобретением.

## Ингредиенты
В акадской кухне часто используются рыба и морепродукты, особенно треска и атлантическая сельдь, а также скумбрия, берликоко, омары, крабы, лосось, мидии, форель, моллюски, камбала, корюшка и морские гребешки. Большая часть рыбы употребляется в свежем виде, но есть и boucané (копченая), маринованная или соленая.
Наиболее часто используемым мясом является свинина, за ней следуют курица и говядина. Как и в остальной части Северной Америки, индейку обычно едят во время праздников. В некоторых регионах регулярно употребляют в пищу такую дичь, как оленей, зайцев, рябчиков и лосей. Дичь заменяет мясо домашнего скота, если она есть. В некоторых регионах, например, в Каракете и на островах Мадлен, используется в приготовлении более экзотичная дичь, как например, тюлень, медведь и чайка.
Овощами акадской кухни являются картофель, лук, морковь, репа, бобовые, свекла, кабачки и кукуруза. Эти овощи пользовались популярностью, потому что их легко консервировать на зиму в погребах в банках.
К популярным фруктам относятся: черника, яблоки, клубника, малина, ежевика, сливы, груши и клюква.
Некоторые ингредиенты, такие как рис, патока, сушеный изюм и коричневый сахар, часто используются в акадских рецептах из-за исторической торговли между Акадией и такими регионами, как Антильские острова и Бразилия.

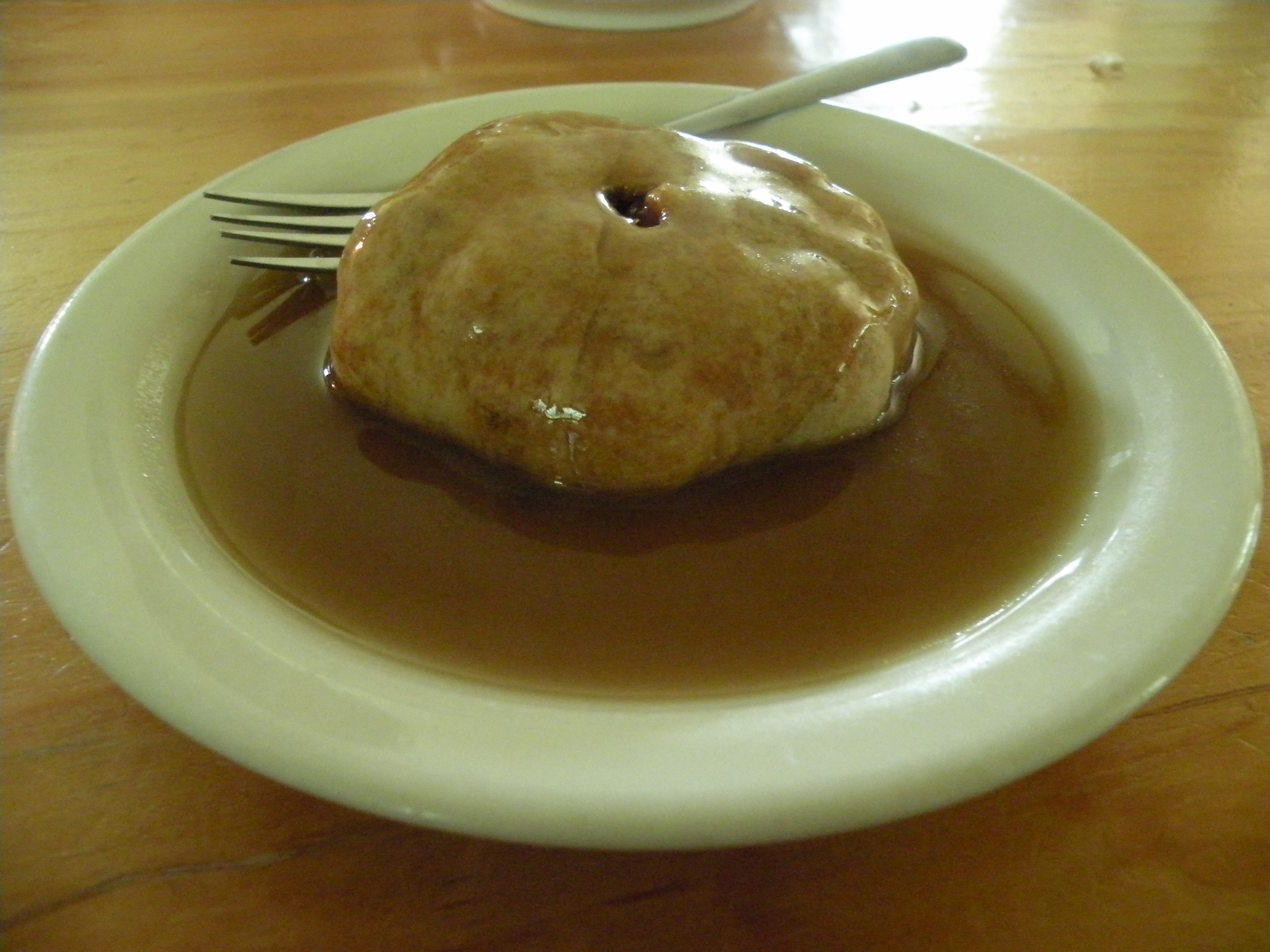
Путин-а-тру, политый кленовым сиропом

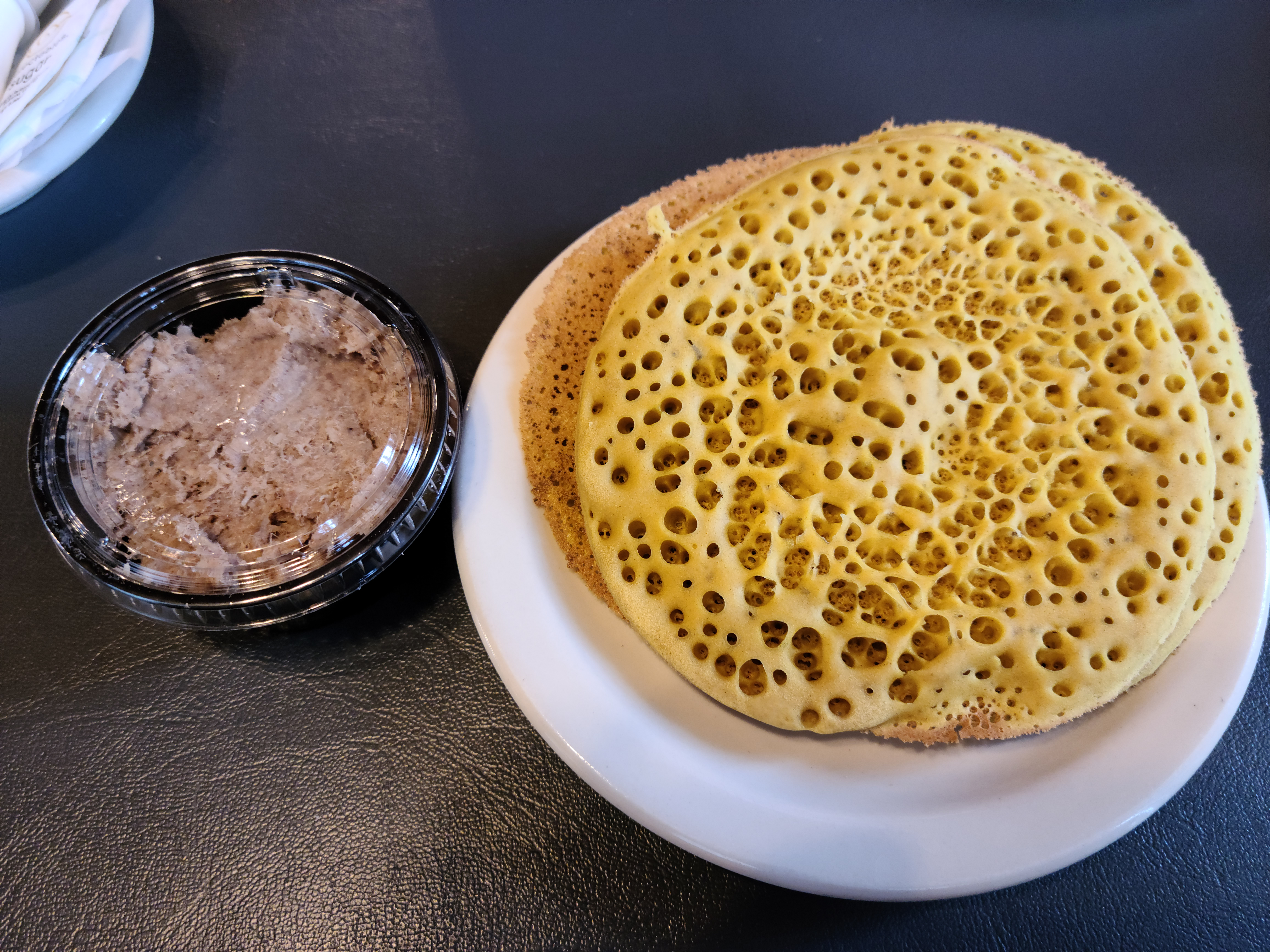
Плуа, очень популярные в регионе Мадаваска

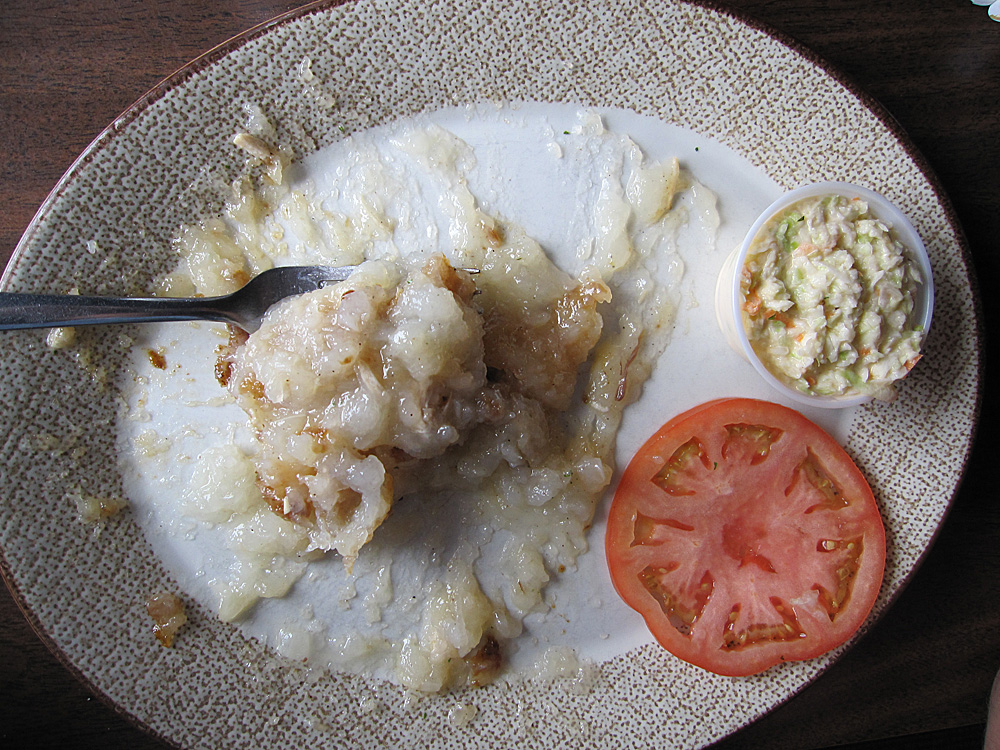
Раппи-пай или рапюр — это блюдо, название которого происходит от patates rapées, что означает «тертый картофель»

## Блюда
Некоторые примеры традиционных акадских блюд:
- Бёр д’омар (Beurre de homard)[7] — масло из омара.
- Буйи Акадьян (Bouilli Acadien)[8] — суп, из картофеля, соленой говядины или свинины, моркови, стручковой фасоли, капусты и репы.
- Буйе а-ля вьён сале (Bouillie à la viande salée)[9] — каша с солёным мясом.
- Буйон-о-кок (Bouillon aux coques)[10] ― суп из моллюсков.
- Шьяр/Миошь (Chiard/Mioche) — пюре из картофеля, моркови и/или репы.
- Шу-Шу (Chow-Chow) — североамериканский маринованный релиш.
- Сипат (Cipâte; Cipaille) — возможно от французского «шесть пластов теста», или от английского «морской пирог».
- Кок-фрит (Coques frites) — жареные моллюски.
- Коки Сан-Жак (Coquille Saint-Jacques) — блюдо из морских гребешков[11].
- Кретон (Cretons)[12] — паштет из варёной свинины.
- Крокет де пуассон (Croquettes de poisson) — рыбные котлеты.
- Дуа-а-л’ай (Doigt-à-l’Ail)[13] — чесночный пирог, похожий на эльзасский Тарт фламбе.
- Фрико (Fricot) — разновидность тушеного мяса, состоящего из картофеля, лука и любого доступного мяса, с кнедликами.
- Мору-буйе-авек-патат-э-бёр-фондю (Morue bouillie avec patates et beurre fondu)[14] — треска отварная с картофелем и топленым маслом.
- Пан-о-омар (Pain au homard) — бутерброд с лобстером и майонезом.
- Патэ-о-пуассон (Pâté au poisson) — рыбный паштет.
- Патэ-шинуа[фр.] (Pâté chinois) — картофельная запеканка с говяжим фаршем и кукурузой.
- Пет-де-сёр (Pets de sœurs)— пирожные с начинкой из масла и коричневого сахара, раскатанные, нарезанные ломтиками и запеченные.
- Плуа (Ploye) — блины из смеси гречневой и пшеничной муки.
- Пудин-шомёр (Pouding chômeur) — пудинг для бедняков.
- Путин-рапе (Poutine râpée) — вареные картофельные клецки с начинкой из свинины.
- Путин-а-тру (Poutine à trou) — запеченные яблочные клецки.
- Путин-о-блёэ (Poutine au bleuet)[15] — картофель фри с сыром, соусом и черникой.
- Рагу (Ragoût) — густой суп.
- Рапи-пай/Рапюр (Rappie pie/Râpure) — тертый картофель с курицей или соленой свининой.
- Суп-о-пуа (Soupe aux pois) — канадский гороховый суп.
- Тарт-о-сукр акадьен (Tarte au sucre acadienne) — акадский сахарный пирог.
- Чуд (Tchaude)[16] — рыбная похлёбка.
- Туртьер (Tourtière) — мясной пирог.

## Заметки
1.↑  Когда говорят об Акадии до депортации акадийцев, то имеют в виду колонию Акадия, принадлежавшую Франции, которая сегодня является Приморским регионом Канады. Когда кто-то говорит об Акадии в настоящем времени или после депортации акадийцев, то имеют в виду регионы, где сегодня живут акадийцы. Сегодняшняя Акадия — это север и восток Нью-Брансуика, а также некоторые небольшие участки острова Принца Эдуарда и Новой Шотландии. Акадийцы, хотя и не всегда признанные, могут считаться нацией из-за языка, культуры, институтов, символов, территории и истории, которые разделяют эти люди.
2.↑  Луизиана — не единственное место за пределами Канады, где можно найти много людей акадского происхождения; они также проживают во Франции, на Фолклендских островах, Антильских островах, в Новой Англии и Техасе.
3.↑  Несколько акадийцев также бежали в районы Кейп-Бретона, западной части Новой Шотландии и южной части острова Принца Эдуарда. Из-за своей относительной удаленности от Нью-Брансуика эти общины столкнулись со своими проблемами и разработали несколько уникальных блюд. Некоторые также бежали в Новую Францию (ныне Квебек) и ассимилировались с канадским населением.